# Atlashörnchen
Das Atlashörnchen, Nordafrikanische Borstenhörnchen oder Berberhörnchen (Atlantoxerus getulus) ist eine im Atlasgebirge in Marokko und Algerien verbreitete Art der Borstenhörnchen. Es handelt sich um die einzige rezente Art der Gattung Atlantoxerus, die darüber hinaus in mehreren fossilen Arten seit dem Miozän nachgewiesen ist. Die mittelgroße Hörnchenart ist durch ein deutliches Streifenmuster auf dem Rücken gekennzeichnet. Sie ist bodenlebend und ernährt sich vor allem von Pflanzen, primär Samen und Früchten.
Auf der Insel Fuerteventura wurden die Tiere in den 1960er Jahren eingeführt und gelten dort heute als Schädlinge für die Landwirtschaft sowie als Bedrohung für heimische Tiere und Pflanzen, sind aber bei Touristen, die sich ihrer Gegenwart erfreuen, sehr beliebt.

## Merkmale

### Allgemeine Merkmale
Das Atlashörnchen ist ein mittelgroßes Hörnchen und erreicht eine Kopf-Rumpf-Länge von 16,5 bis 23,0 und durchschnittlich etwa 19,4 Zentimetern, hinzu kommt ein Schwanz mit einer Länge von 9,0 bis 19,0, durchschnittlich 15,8 Zentimetern. Die Hinterfußlänge beträgt 41 bis 52, durchschnittlich 46 Millimeter und die Ohrlänge 12 bis 18, durchschnittlich 15 Millimeter. Das Gewicht beträgt etwa 250 Gramm. Das Fell ist kurz mit etwa drei bis fünf Millimeter langen Haaren und rau. Es ist rückenseits blass gelb- bis graubraun und besteht aus Haaren, die an der Basis hellbraun oder sandfarben sind und manchmal eine schwarze Spitze besitzen. Im Bereich der Wirbelsäule und am Rumpf befinden sich zusätzlich vereinzelte längere schwarze Haare. An jeder Flanke verläuft von den Schultern bis in den hinteren Rumpf ein deutlich sichtbarer weißer Streifen, der nicht bis zum Schwanzansatz reicht und beiderseits von etwas dunklerem Fell flankiert wird. Hinzu kommt ein weniger auffälliger heller Streifen, der den mittleren Rücken entlang läuft und kürzer als die Seitenstreifen ist. Dieser Streifen kann allerdings auch undeutlich erkennbar sein oder ganz fehlen. Die Bauchseite ist nur dünn mit weißen oder grauweißen Haaren bedeckt.

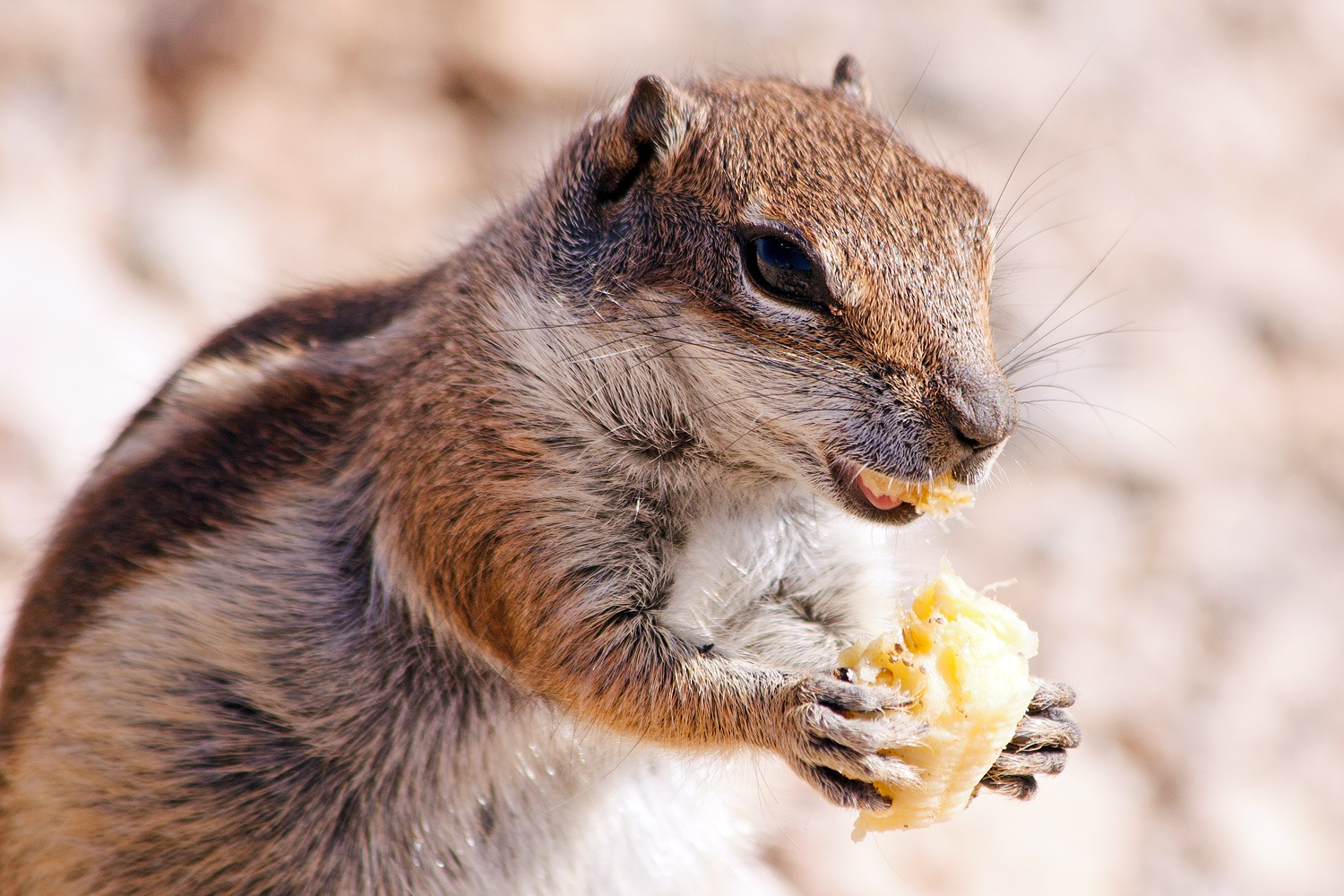
Atlashörnchen mit einem Stück Banane auf Fuerteventura

Der Kopf ist rundlich mit stumpfer Schnauze und kräftiger Kaumuskulatur und entspricht in seiner Färbung dem Rücken. Die Ohren sind klein ohne Haarbüschel und die Augen besitzen einen hellen Augenring. Die Nasenlöcher sind eng und unbehaart und können verschlossen werden. Die Beine sind etwas verlängert im Vergleich zu verwandten Arten, auch sie entsprechen in der Färbung der Oberseite. Die Vorderfüße besitzen vier lange Zehen, die in scharfen Krallen auslaufen, der fünfte Zeh ist reduziert auf einen kleinen Rest ohne Kralle. Die Hinterfüße besitzen nackte Sohlen und fünf schmale Zehen mit langen und leicht gebogenen Krallen, wobei hier der fünfte Zeh verkürzt ist. Der Schwanz hat eine moderate Länge, die etwa 80 % der Kopf-Rumpf-Länge entspricht. Er ist buschig und besteht aus etwa 25 bis 30 Millimeter langen Haaren. Die Haare sind cremeweiß mit zwei deutlichen breiten schwarzen Bändern und einer weißen Spitze, dadurch bekommt der Schwanz ein Muster aus hellen und dunklen Streifen, die jeweils weiß auslaufen. Die Weibchen besitzen insgesamt vier Paar Zitzen. Die Jungtiere unterscheiden sich von den ausgewachsenen Tieren neben der Größe vor allem durch ein deutlich weicheres Fell.
Das Atlashörnchen ähnelt den Afrikanischen Borstenhörnchen, hat aber ein nicht ganz so borstiges Fell. Verwechslungsgefahr besteht mit dem Gestreiften Borstenhörnchen (Xerus erythropus), dessen Verbreitungsgebiet mit dem des Atlashörnchens allerdings nur in der Souss-Ebene im Südwesten Marokkos überlappt. Das Fell dieser Art ist rauer und braun, es besitzt zudem nur jeweils einen kurzen hellen Streifen auf jeder Körperseite. Zudem ist die Schnauze länger mit deutlich spitzer Nase.

### Merkmale des Schädels und des Skeletts
| 1 | · | 0 | · | 2 | · | 3 | = 22 |
| 1 | · | 0 | · | 1 | · | 3 | = 22 |

Der Schädel der Tiere hat eine Gesamtlänge von 38,4 bis 50,0, durchschnittlich 45,9 Millimetern, im Bereich der Jochbögen beträgt die Breite 23,6 bis 30,8, durchschnittlich 27,9 Millimeter. Er ist weniger kantig als der anderer paläarktischer Erdhörnchen und besitzt einen deutlich ausgeprägten Scheitelkamm. Die Tiere besitzen im Oberkiefer und im Unterkiefer pro Hälfte einen zu einem Nagezahn ausgebildeten Schneidezahn (Incisivus), dem eine Zahnlücke (Diastema) folgt. Hierauf folgen im Oberkiefer je zwei Prämolaren und im Unterkiefer je ein Prämolar sowie drei Molaren. Insgesamt verfügen die Tiere damit über ein Gebiss aus 22 Zähnen. Die oberen Schneidezähne besitzen eine undeutliche Grube. Der obere erste Prämolar (P3) ist sehr klein und stiftförmig, er kann manchmal auch fehlen. Die Molaren haben eine leicht konkave Oberfläche mit deutlichen transversalen Leisten. Der knöcherne Gaumen ist mit etwa 62 % der Länge des Schädels vergleichsweise lang, endet jedoch deutlich vor dem dritten Molar.
Der Penisknochen (Baculum) ist lang und schmal und endet in einer löffelartigen Verbreiterung mit einem kleinen Grat oberseits und einem größeren unterseits, der sich nach links biegt.

### Genetische Merkmale
Das Genom der Art besteht aus einem diploiden Chromosomensatz mit 2n = 68 Chromosomen.

## Verbreitung und Lebensraum

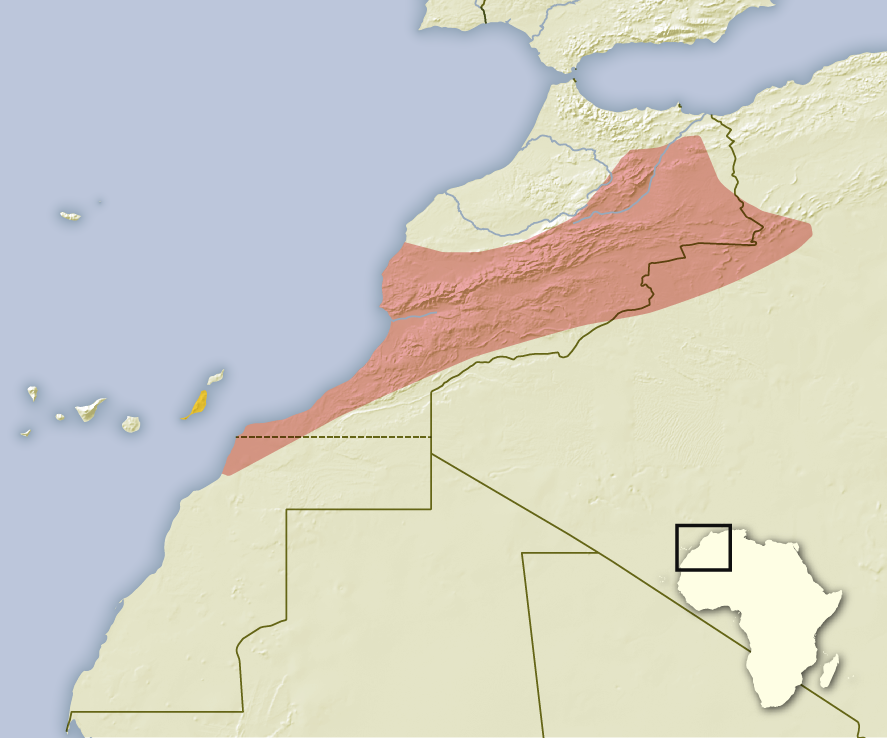
Verbreitungsgebiete des Atlashörnchens (rot: natürliches Verbreitungsgebiet, gelb: eingeführt)

Atlashörnchen kommen als Endemiten im Atlasgebirge im nordwestlichen Afrika von dem Territorium Westsahara über Marokko bis in den Nordwesten Algeriens in den Ksour-Bergen vor. Die Hauptverbreitung haben die Tiere im Mittleren und im Hohen Atlas südlich von Agadir in Marokko sowie im Antiatlas und dem nördlichen Rand von Westsahara südlich des Saguia el Hamra. Die Höhenverbreitung reicht von der Meeresküste bis in Höhen von 4165 Metern im Atlas.
Die Tiere wurden durch den Menschen auf den zu Spanien gehörenden Kanarischen Inseln vor der afrikanischen Atlantikküste eingeführt. Auf Fuerteventura leben sie seit 1965 und haben sich dort weit verbreitet. Auf Gran Canaria wurden sie 1996 und auf Lanzarote 2006 eingeführt, mittlerweile jedoch wieder entfernt.
Atlashörnchen leben in trockenen und steinigen Habitaten in Felsregionen bis in die Wüste. Sie bevorzugen offene Lebensräume mit einer Vegetation aus vereinzelten Bäumen und Gebüschen, vornehmlich Wacholder (Juniperus spec.), Sandarakbäumen (Tetraclinis articulata) und Arganbäumen (Argania spinosa), vermeiden jedoch vegetationsfreie Regionen und Wälder. Sie leben zudem in verschiedenen landwirtschaftlich genutzten Flächen und nutzen Steinwälle, die Versteckmöglichkeiten bieten. In Bewässerungsflächen und bewässerten Feldern kommen die Tiere dagegen nicht vor.

## Lebensweise

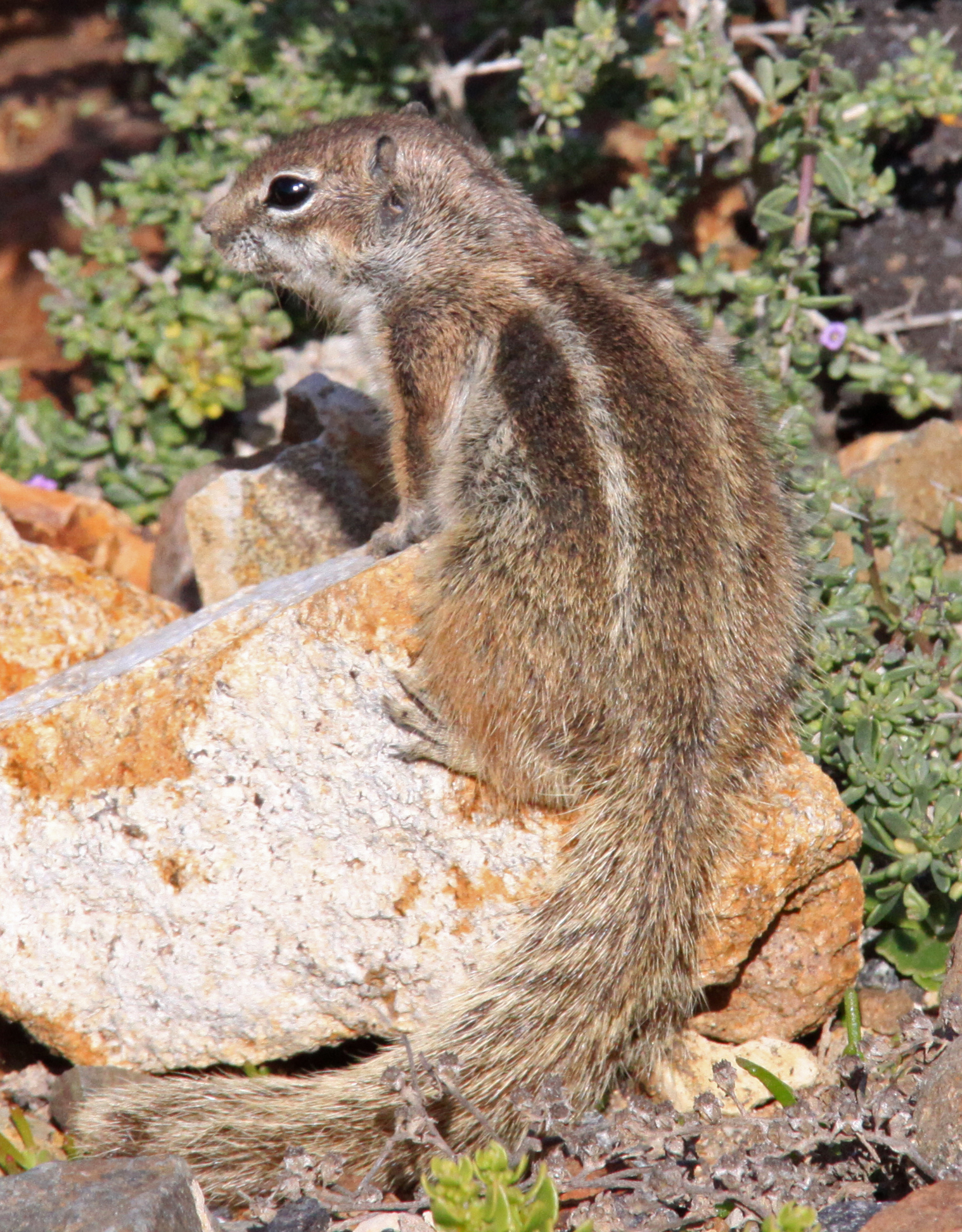
Atlashörnchen

Viele Informationen zur Lebensweise des Atlashörnchens stammen von Beobachtungen auf Fuerteventura, treffen jedoch wahrscheinlich auch für die Tiere im natürlichen Verbreitungsgebiet zu. Sie sind tagaktiv und leben primär am Boden. Die Ernährung ist überwiegend herbivor, die pflanzliche Nahrung macht in der Regel mehr als 75 % der Gesamtnahrung aus. Den Hauptteil der Nahrung im natürlichen Verbreitungsgebiet stellen Samen, Nüsse beziehungsweise Früchte unter anderem des Arganbaums, des wilden Olivenbaums (Olea europaea), der Pistazie (Pistacia atlantica), Wacholder und des Sandarakbaumes. Hinzu kommen Gräser und Wurzeln, Getreide in landwirtschaftlich genutzten Flächen sowie seltener Insekten und fressbare Überreste auf Müllhalden im Bereich menschlicher Siedlungen. Auf Fuerteventura und auch im natürlichen Verbreitungsgebiet kommen zahlreiche weitere Pflanzen als potenzielle Nahrungsquellen hinzu, vor allem die Früchte und Pflanzenteile der ebenfalls eingeführten Opuntien, Wolfsmilch (Euphorbia), Atractylis, Mesembryanthemum, Blaugrüner Tabak (Nicotiana glauca), Salzkräuter (Salsola), Stechampfer (Emex spinosa), Blausterne (Scilla) und Ästiger Affodill (Asphodelus ramosus). Vor allem bei Spargel (Asparagus), Opuntien, Färberröten (Rubia), Bocksdornen (Lycium) und Prunus-Arten bevorzugen die Tiere die Früchte und tragen aktiv zur Verbreitung der Samen bei. Hinzu kommt tierische Nahrung, unter anderem Landschnecken oder auch kleine Vögel wie den Wüstengimpel (Bucanetes githagineus) sowie Eier und Nestlinge auf Fuerteventura.
Atlashörnchen weisen dabei in ihrer Aktivität zwei Hauptphasen auf, in denen sie Nahrung suchen. Diese liegen morgens zwischen 7 und 11 Uhr mit einer Hauptaktivität gegen 9 Uhr und nachmittags zwischen 14 und 18 Uhr, vor allem um 15 Uhr. Die Tiere sind sehr empfindlich gegenüber Temperaturschwankungen und -abfälle, die optimale Temperatur für ihre Aktivität beträgt etwa 24 °C. Sie haben eine Körpertemperatur von 36 – 39 °C, die durch zu niedrige Temperaturen bis auf 25 °C fallen oder durch Überhitzung um 1 bis 1,5 °C steigen kann; in beiden Fällen können diese Temperaturveränderungen tödlich sein. Während der sehr heißen Mittagszeit und in der Nacht verstecken sich die Tiere in ihren Bauen, die sie im Boden unter Felsen oder zwischen Steinen in Geröllflächen anlegen, wobei die Eingänge häufig von Vegetation verdeckt sind. Im südlichen Teil des Verbreitungsgebietes bedarf es permanenter Verfügbarkeit von Wasser, wodurch die Art nicht sehr weit in Wüstenlebensräume vordringen kann. In höheren Bereichen des Atlasgebirges kommt es im Winter zu einer deutlichen Reduzierung der Aktivität, unabhängig von einer Schneedecke. Einen Winterschlaf halten die Tiere jedoch nicht.

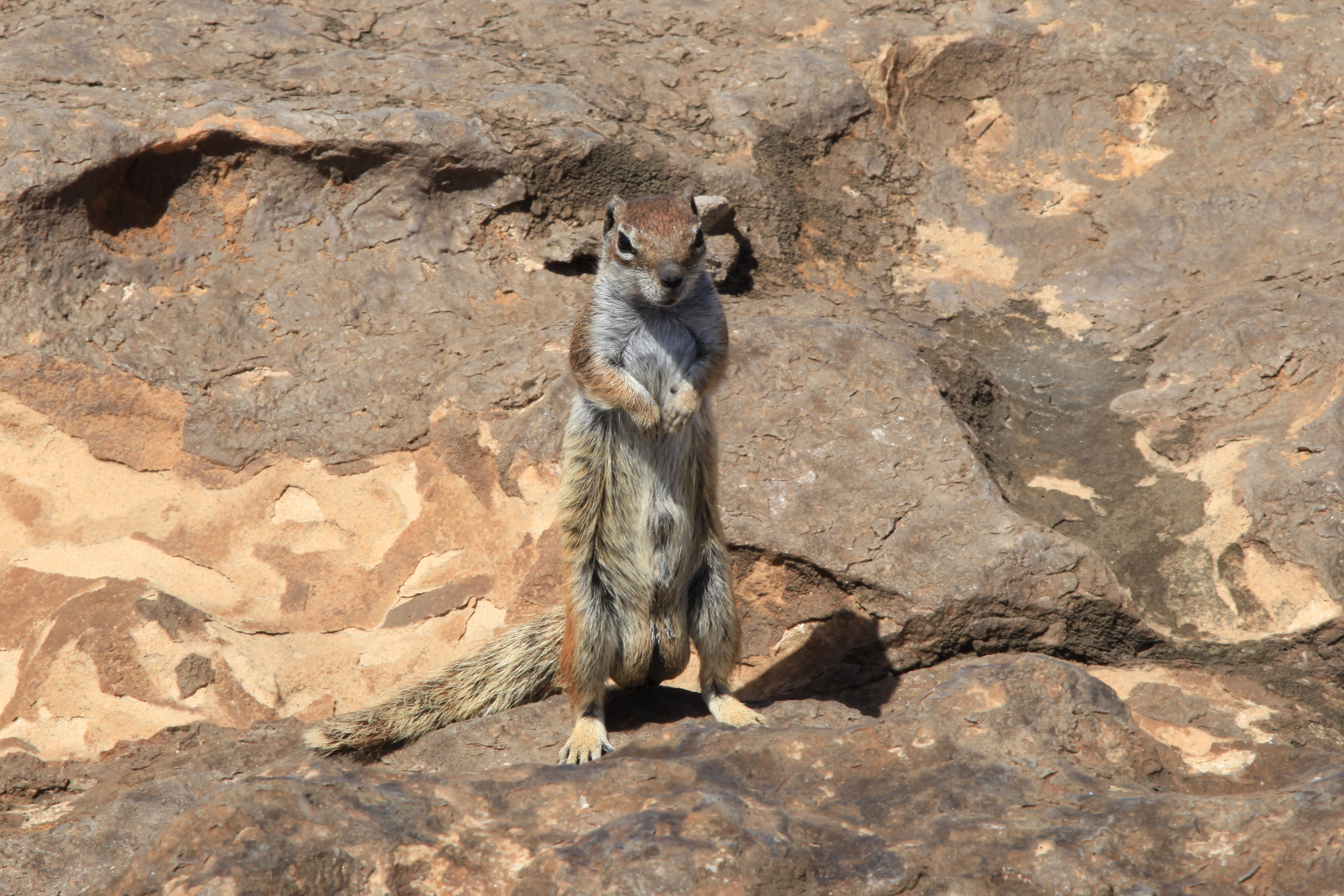
Männliches Atlashörnchen auf einem Felsen als Beobachter

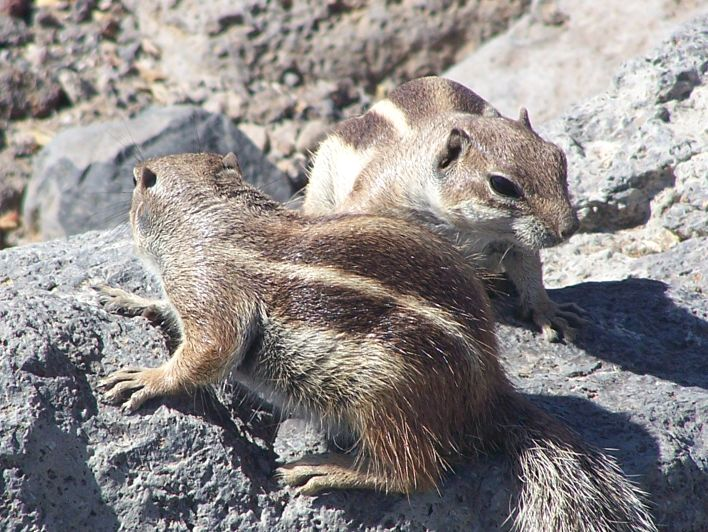
Zwei Atlashörnchen

Atlashörnchen leben in Familiengruppen und kleinen Kolonien zusammen. Die kleinste Einheit der Kolonie bildet dabei ein einzelnes Weibchen mit ihren Jungtieren. Zwei Weibchen können jedoch auch gemeinsam mit ihrem Nachwuchs einen Bau nutzen, wenn dieser genug Platz bietet. Diese Paare aus zwei Weibchen können sich auch bereits vor der Fortpflanzungszeit zusammenfinden und ein gemeinsames Nest bilden. Aus mehreren dieser Familiengruppen bildet sich eine lose Kolonie, wobei auch komplexere Zusammensetzungen mit mehreren säugenden Weibchen, deren Nachwuchs und einem männlichen Tier vorkommen können. Die Zusammensetzung der Gruppen kann sich jedoch auch schnell ändern, vor allem während der Paarungszeit, wobei einzelne Tiere auch in benachbarte Kolonien abwandern können. Innerhalb der Kolonie zeigen Atlashörnchen wie einige andere Erdhörnchen ein Wachverhalten, um sich vor Beutegreifern zu schützen. Dabei wechseln sich die ausgewachsenen Tiere einer Kolonie nach jeweils etwa einer Stunde ab und beobachten von erhöhten Steinen oder Wällen die Umgebung, um potenzielle Bedrohungen auszumachen. Steine und Steinwälle werden zudem zum Schutz der Eingänge und als Verstecke sowie zur Thermoregulation genutzt.
Während der Paarungszeit nehmen paarungswillige Männchen häufig eine erhöhte Position auf Felsen ein und rufen nach Weibchen, zugleich überwachen sie ihr Territorium. Diese Felsen sind gekennzeichnet durch den Kot der Männchen. Die konkrete Fortpflanzungszeit variiert regional und kann auf Fuerteventura bis zu drei Mal im Jahr mit einem Abstand von jeweils vier Monaten stattfinden, einzelne Weibchen können von mehreren Männchen begattet werden. So wurden trächtige Weibchen im Osten von Marokko im April beobachtet während zu dieser Zeit die Jungtiere in der Sahara bereits geboren waren und in der Westsahara bereits entwöhnt wurden. In höheren Lagen werden die Jungtiere erst im Juli geboren. Der Wurf besteht aus bis zu vier Jungtieren, auf Fuerteventura wurden auch bis zu neun Jungtiere in einem Wurf beobachtet. Die Jungtiere wiegen bei der Geburt etwa 6 bis 9,5 Gramm, sie verlassen den mütterlichen Bau nach fünf bis sechs Wochen. Das maximale Alter freilebender Tiere ist nicht bekannt, in Gefangenschaft sind bis zu fünf Lebensjahre dokumentiert.
Hauptprädatoren der Atlashörnchen sind tagaktive Greifvögel, seltener Eulen, sowie Füchse und Schleichkatzen. Auf Fuerteventura sind Hauskatzen neben dem Mäusebussard (Buteo buteo), dem Kolkraben (Corvus corax) und dem Turmfalken (Falco tinnunculus) die größte Bedrohung. Mehrere Parasiten wurden dokumentiert, wobei die Laus Neohematopinus pectinifer als Überträger von Spirochäten bekannt ist, die ein Rückfallfieber beim Menschen auslösen können. Hinzu kommen Acanthamoeben sowie zahlreiche parasitische Würmer (Brachylaima, Catenotaenia chabaudi, Dermatoxys getula, Protospirura muricola, Syphacia pallaryi, Trichostrongylus). Brachylaima wurde dabei nur auf Fuerteventura nachgewiesen und wird auf den Konsum von infizierten Schnecken zurückgeführt, Dermatoxys getula und Syphacia pallaryi wurden sowohl bei den kontinentalen wie auch den Inselpopulationen identifiziert.

## Atlashörnchen als Neozoon

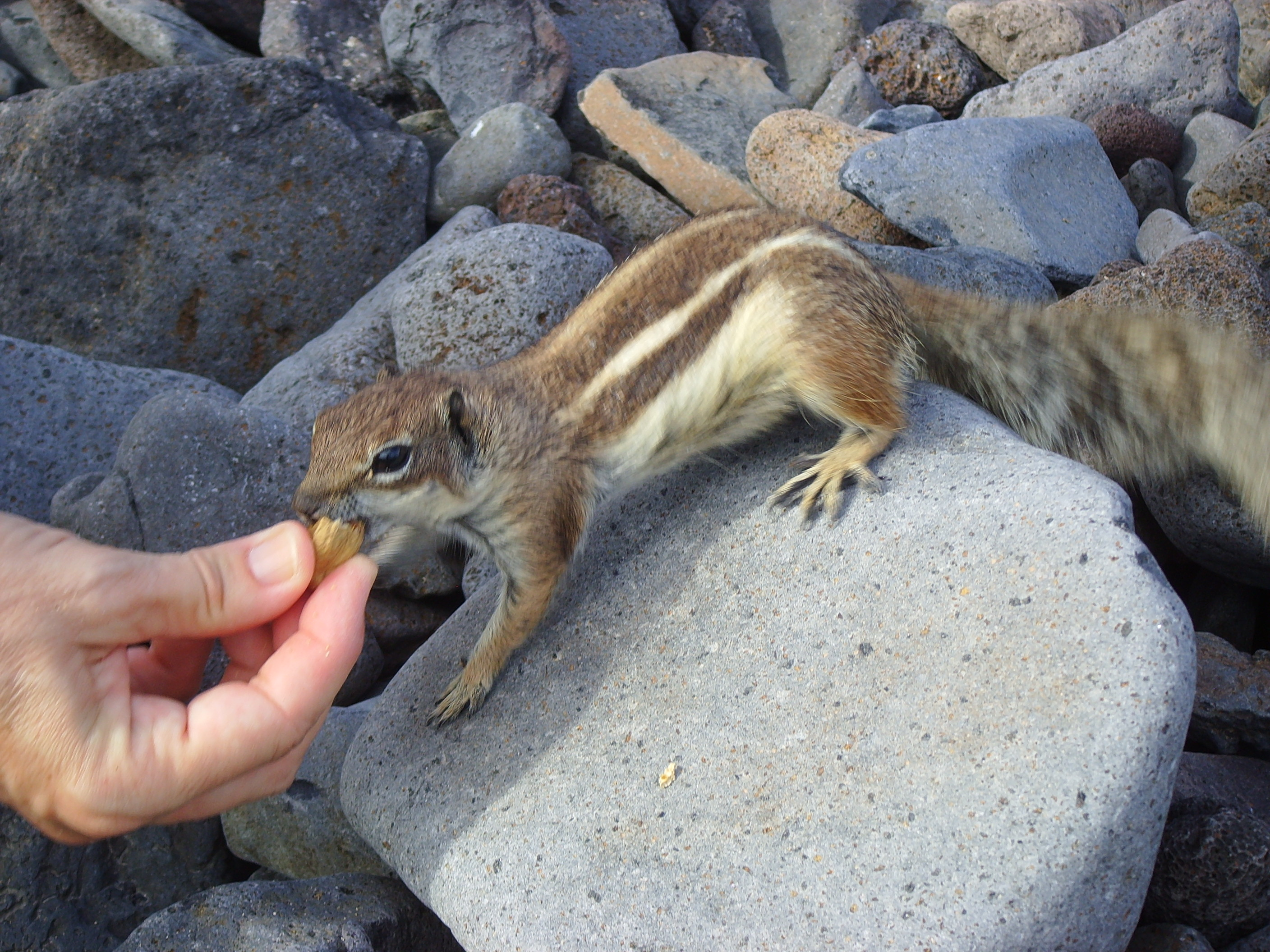
Atlashörnchen sind auf Fuerteventura sehr zutraulich und beliebt bei Touristen

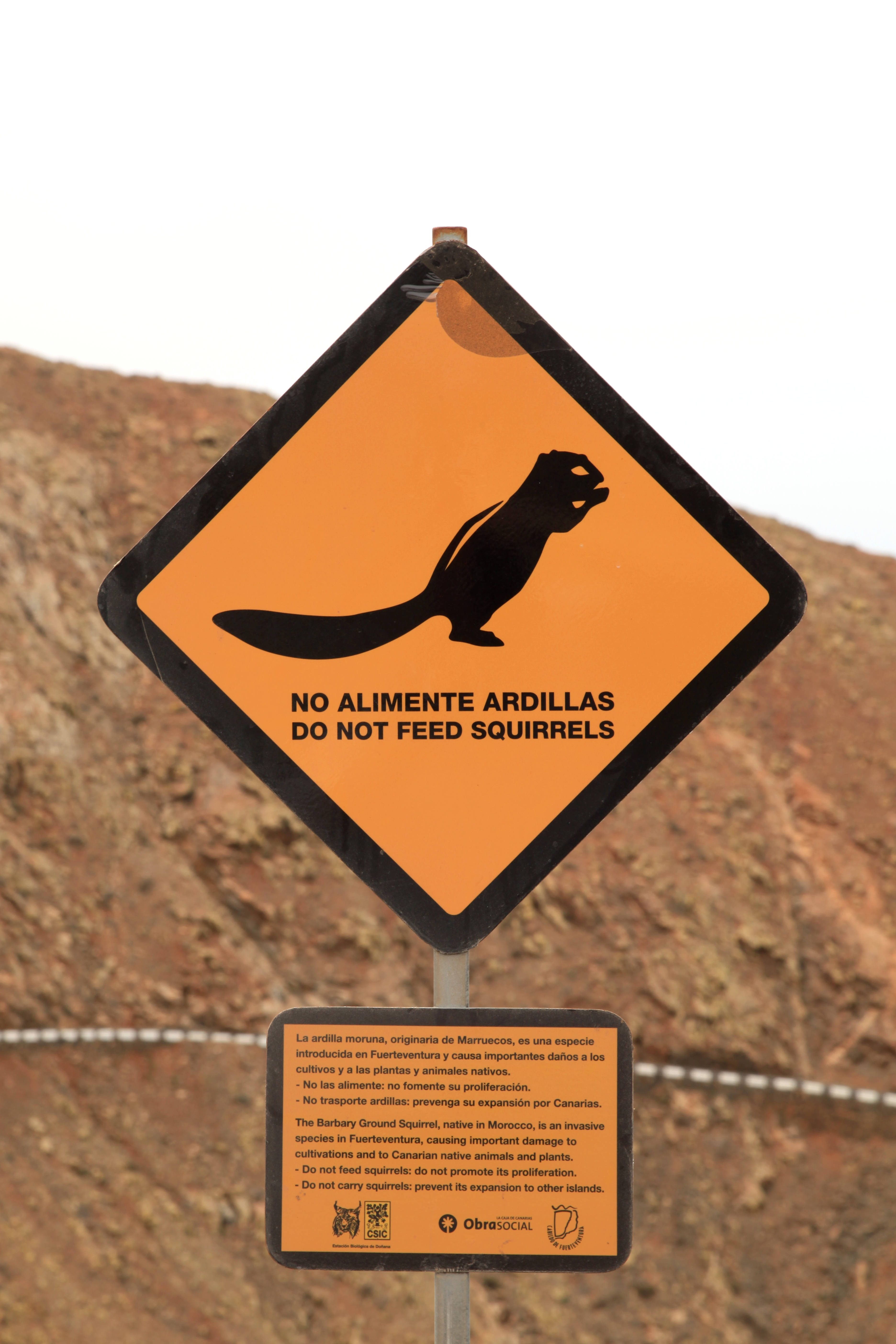
Warnhinweis „Hörnchen nicht füttern“ auf Fuerteventura. Das Atlashörnchen gilt auf der Insel als Schädling für die heimische Landwirtschaft sowie als Bedrohung für heimische Pflanzen und Tiere.

Das Atlashörnchen wurde als Neozoon, also als gebietsfremde Art, auf mehreren Kanarischen Inseln eingeführt. Während sie auf Gran Canaria (eingeführt 1996) und auf Lanzarote (eingeführt 2006) allerdings wahrscheinlich erfolgreich wieder entfernt werden konnten, haben sie auf Fuerteventura stabile Populationen etabliert. Hier wurden sie 1965 als Heimtiere eingeführt und konnten sich in der Wildnis etablieren, danach wurden sie, teilweise aktiv durch Menschen, auf der gesamten Insel etabliert. Die Tiere gelten heute als Schädlinge für die heimische Landwirtschaft sowie als Bedrohung für heimische Pflanzen und Tiere, auf der anderen Seite stellen sie allerdings auch eine touristische Attraktion dar und werden in zahlreichen Reiseführern entsprechend beschrieben.
Neben der Hausratte (Rattus rattus), der Wanderratte (Rattus norvegicus) sowie der Hausmaus (Mus musculus domesticus) stellt das Atlashörnchen eine von vier eingeschleppten Nagetierarten auf den Kanarischen Inseln dar, wobei es die einzige Hörnchenart ist. Auf Fuerteventura ist das Atlashörnchen häufig und in fast allen Habitaten anzutreffen, wobei die Bestandsdichten in den sandigen Gebieten geringer als in den felsigeren Trockenregionen der Insel sind. Die Effekte auf das ökologische Gleichgewicht der Insel durch das Atlashörnchen sind vielfältig. So wurden neben Verlusten landwirtschaftlicher Erträge auch deutliche Effekte auf die Vegetationszusammensetzung und Verbreitung von Neophyten, ein Einfluss auf die Zusammensetzung der Prädatoren auf der Insel, die Einschleppung von Parasiten und Krankheiten sowie direkte Effekte auf Seevogelpopulationen und endemische Schneckenarten dokumentiert.
Die Konkurrenz um Ressourcen mit heimischen und anderen eingeführten Arten, vor allem Nahrung, sowie die Effekte auf die lokale Fauna und Flora standen bisher im Mittelpunkt der Untersuchungen. So untersuchten López-Darias & Nogales 2008 vor allem die Konkurrenz des Atlashörnchens mit der heimischen Ostkanareneidechse (Gallotia atlantica) und dem ebenfalls eingeführten Wildkaninchen (Oryctolagus cuniculus). Da auf der trockenen Insel vor allem saftige und fleischige Früchte als essenzielle Nahrungs- und Wasserquelle eine Rolle spielen, ist die Nutzung dieser Pflanzenteile für alle Herbivoren relevant. Sie konnten nachweisen, dass sich die bevorzugten Nahrungspflanzen der Arten deutlich unterschieden; während Früchte des Strauchigen Krapp (Rubia fruticosa) vor allem von der Eidechse gefressen werden, konsumieren Atlashörnchen hauptsächlich die Früchte von Lycium intricatum und der ebenfalls auf Fuerteventura eingeführten Opuntienart Opuntia maxima (nach aktuellem Stand ein Synonym zu Opuntia ficus-indica). Asparagus pastorianus wird von allen Früchtekonsumenten gleichermaßen gefressen. Während die heimischen Eidechsen ursprünglich vor allem für die Verbreitung der Samen heimischer Arten verantwortlich waren, wird dieser Effekt nun durch die eingeführten Arten reduziert, zugleich führen vor allem die Atlashörnchen zu einer schnellen Verbreitung der Opuntien auf der Insel, indem sie deren Samen verteilen und damit zu einer Veränderung der Inselvegetation führen.
Anhand von Modellierungen über klimatische Faktoren wurde das Invasionspotenzial des Atlashörnchens auch für andere Regionen kalkuliert. Betrachtet wurden dabei vor allem die Temperatur- und Feuchtigkeitsbedingungen. Als Ergebnis wurde festgestellt, dass anhand der klimatischen Lebensraumbedingungen im natürlichen Verbreitungsgebiet eine potenzielle Verbreitung der Art über die gesamte Maghreb-Region, die vollständigen Kanarischen Inseln sowie große Bereiche der Westeuropäischen Mittelmeerregion möglich wäre. Unter den Kanarischen Inseln würden vor allem El Hierro, Lanzarote und Gran Canaria passende Lebensbedingungen bieten. Ausgehend von den Lebensraumfaktoren der bereits eingeschleppten Tiere auf Fuerteventura wären nur Lanzarote und Gran Canaria optimal geeignet. Auch ökologische Faktoren, anhand derer die Verbreitung und die Ansiedlung positiv beeinflusst werden, wurden anhand der Tiere auf Fuerteventura untersucht. Hier ergab sich als ein wesentlicher Faktor die Verfügbarkeit von Steinen und Steinmauern, die sowohl Versteckmöglichkeiten vor Beutegreifern wie auch Unterstützung bei der Thermoregulation und Sonnenschutz bieten. Daneben spielen Steinhaufen und Wälle eine große Rolle im Sozialverhalten der Tiere. Neben diesen Strukturen spielen darüber hinaus sandige Bereiche für den Nestbau sowie die Verfügbarkeit von Pflanzen als Nahrung eine zentrale Rolle bei der Habitatwahl.

## Systematik

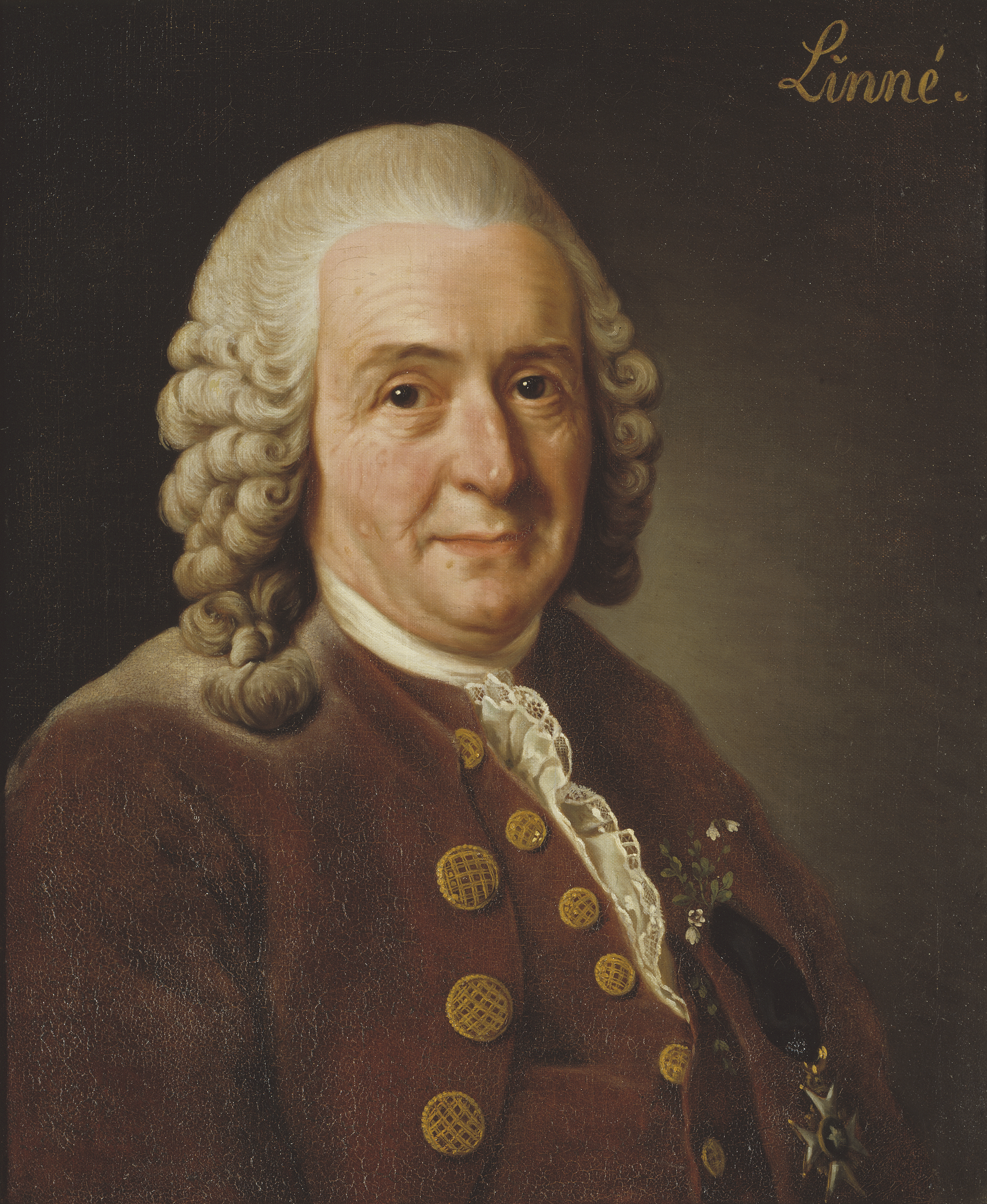
Carl von Linné (gemalt von Alexander Roslin 1775) beschrieb das Atlashörnchen in der 10. Auflage seiner Systema Naturae.

Das Atlashörnchen wird als einzige rezente Art innerhalb der damit monotypischen Gattung Atlantoxerus eingeordnet. Die wissenschaftliche Erstbeschreibung stammt von Carl von Linné als Sciurus getulus aus dem Jahr 1758, der die Art in der 10. Auflage seines Systema Naturae als eine von sieben Arten der Hörnchengattung Sciurus beschrieb. Die Art gehört damit neben dem Eurasischen Eichhörnchen (S. vulgaris), den amerikanischen Fuchshörnchen S. niger und S. cinereus, dem Europäischen Gleithörnchen (S. volans), dem Streifen-Backenhörnchen (S. striatus) und der nicht zuordenbaren Art Sciurus flavus zu den ältesten Arten der modernen wissenschaftlichen binominalen Beschreibung, die Linné mit diesem Werk einführte. Als terra typica, also als Herkunftsbeschreibung, gab Linné nur „in Afrika“ an, dies wurde 1911 durch Oldfield Thomas auf „Barbary“ und damit auf die Heimat der Berber sowie 1932 durch Ángel Cabrera Latorre auf Agadir im Süden von Marokko eingegrenzt.
Die Art wurde später gemeinsam mit mehreren anderen Arten der Gattung Xerus zugeordnet. 1893 untersuchte der Schweizer Zoologe und Paläontologe Charles Immanuel Forsyth Major die Zahnstrukturen mehrerer rezenter und ausgestorbener Hörnchen und unterteilte die Gattung Xerus basierend darauf in mehrere Untergattungen, wobei er neben Atlantoxerus mit dem Atlashörnchen als Typusart auch die heutigen Gattungen Protoxerus und Paraxerus als Untergattungen erstbeschrieb. Oldfield Thomas erhob Atlantoxerus 1909 ebenfalls auf der Basis von Zahnmerkmalen in den Gattungsrang mit dem Atlashörnchen als einziger Art.
Gemeinsam mit den Afrikanischen Borstenhörnchen sowie der Zieselmaus (Spermophilopsis leptodactylus) wird das Atlashörnchen der Tribus Xerini zugeordnet. Auf der Basis von Merkmalen des Unterkiefers sowie molekularbiologischen Merkmalen der DNA ist ein Schwestergruppenverhältnis von Atlantoxerus und Xerus wahrscheinlich. Die Zieselmaus wäre in dem Fall als Schwesterart dieser beiden Gattungen als gemeinsames Taxon zu betrachten. Die Xerini stellen zudem wahrscheinlich die basalste Gruppe innerhalb der Erdhörnchen (Xerinae) dar. Die Verbreitung der beiden heute nur in Afrika vorkommenden Gattungen Atlantoxerus und Xerus auf dem Kontinent wird auf eine nur einmal erfolgte Besiedelung durch gemeinsame Vorfahren beider Gattungen zurückgeführt.
Innerhalb der Art werden neben der Nominatform Atlantoxerus getulus getulus keine weiteren Unterarten unterschieden.

## Fossilgeschichte
Fossil ist die Gattung Atlantoxerus seit dem frühen Miozän im heutigen China sowie im mittleren Miozän auf der Arabischen Halbinsel nachgewiesen. Sie diversifizierte und verbreitete sich in der Folgezeit schnell über weite Teile von Ostasien, Südeuropa und Nordafrika. Für das obere Miozän sind mindestens vier Arten bekannt, die in Spanien, Frankreich, Algerien, Marokko und auf Rhodos lebten.
Das Atlashörnchen selbst ist in Marokko zuerst im frühen bis mittleren Pleistozän nachgewiesen, wobei die Herkunft der Art unbekannt ist und sie sich keiner der vorher ausgestorbenen Arten des Maghreb sicher anschließen lässt. Eine nahe Verwandtschaft mit der ursprünglich in Spanien vorkommenden Art Atlantoxerus adroveri wurde nahegelegt, jedoch nicht endgültig geklärt.

## Status, Gefährdung und Schutz
Vor allem in den Flachlandbereichen und niedrigeren Bergzügen des Verbreitungsgebietes kommt das Atlashörnchen sehr häufig vor und bis in Höhen von etwa 2000 Metern ist es regelmäßig anzutreffen. Oberhalb dieser Höhe nehmen die Bestände stark ab. Auch im östlichen Teil des Verbreitungsgebietes kommt es zu einer starken Abnahme der Bestände, allerdings existieren in den Wüstenregionen lokale Populationen. Insgesamt wird angenommen, dass es zu natürlichen Bestandsschwankungen kommt.
Das Atlashörnchen wird von der International Union for Conservation of Nature and Natural Resources (IUCN) als ungefährdet (Least Concern) eingestuft. Begründet wird dies mit der vergleichsweise weiten Verbreitung und dem häufigen Auftreten der Tiere. Sie kommen dabei in verschiedenen Lebensräumen vor und sind entsprechend anpassungsfähig, auch in von Menschen veränderten und gestörten Habitaten. Die Art wurde außerhalb ihres natürlichen Verbreitungsgebietes angesiedelt und wird in den neuen Lebensräumen als Schädling betrachtet. Bestandsgefährdende Risiken bestehen für das Atlashörnchen nicht.

## Belege
1. 1 2 3 4 5 6 7 8 9 10 11 12 13  Stéphane Aulagnier, Patrick Gouat, Michel Thévenot: Atlantoxerus getulus – Barbary Ground Squirrel. In: Jonathan Kingdon, David Happold, Michael Hoffmann, Thomas Butynski, Meredith Happold und Jan Kalina (Hrsg.): Mammals of Africa Volume III. Rodents, Hares and Rabbits. Bloomsbury, London 2013, S. 43–44; ISBN 978-1-4081-2253-2.
2. 1 2 3 4 5  Stéphane Aulagnier: Genus Atlantoxerus – Barbary Ground Squirrel In: Jonathan Kingdon, David Happold, Michael Hoffmann, Thomas Butynski, Meredith Happold und Jan Kalina (Hrsg.): Mammals of Africa Volume III. Rodents, Hares and Rabbits. Bloomsbury, London 2013, S. 42; ISBN 978-1-4081-2253-2.
3. 1 2 3 4 5  Atlantoxerus getulus in der Roten Liste gefährdeter Arten der IUCN 2013.2. Eingestellt von: S. Aulagnier, 2008. Abgerufen am 1. März 2016.
4. 1 2 3 4 5 6 7 8 9 10 11  Richard W. Thorington Jr., John L. Koprowski, Michael A. Steele: Squirrels of the World. Johns Hopkins University Press, Baltimore MD 2012; S. 200–201. ISBN 978-1-4214-0469-1
5. 1 2 3  Marta López-Darias, Manuel Nogales: Effects of the invasive Barbary ground squirrel (Atlantoxerus getulus) on seed dispersal systems of insular xeric environments. Journal of Arid Environments 72, 2008; S. 926–939. doi:10.1016/j.jaridenv.2007.12.006
6. ↑  Rafael Barrientos, Francisco Valera, Andrés Barbosa, Carmen M. Carrillo, Eulalia Moreno: Plasticity of nest-site selection in the trumpeter finch: A comparison between two different habitats. Acta Oecologica 35, 2009; S. 499–506. doi:10.1016/j.actao.2009.03.005
7. 1 2  M. López-Darias, J. M. Lobo: Factors affecting invasive species abundance: the Barbary ground squirrel on Fuerteventura Island, Spain. Zoological Studies 47 (3), 2008; S. 268–281. (Volltext Vorabdruck).
8. 1 2 3  Marta López-Darias, Alexis Ribas, Carlos Feliú: Helminth parasites in native and invasive mammal populations: comparative study on the Barbary ground squirrel Atlantoxerus getulus L. (Rodentia, Sciuridae) in Morocco and the Canary Islands. Acta Parasitologica 53(3), 2008;S. 296–301. doi:10.2478/s11686-008-0036-5
9. 1 2  A. Traveset, M. Nogales, J. A. Alcover, J. D. Delgado, M. López-Darias, D. Godoy, J. M. Igual, P. Bover: A review on the effects of alien rodents in the Balearic (Western Mediterranean Sea) and Canary Islands (Eastern Atlantic Ocean). Bioligal Invasions 11, 2009; S. 1653–1670. (Volltext (Memento vom 5. März 2016 im Internet Archive))
10. 1 2  Marta López-Darias, Jorge M. Lobo, Patrick Gouat: Predicting potential distributions of invasive species: the exotic Barbary ground squirrel in the Canarian archipelago and the west Mediterranean region. Biological Invasions 10, 2008; S. 1027–1040. doi:10.1007/s10530-007-9181-2
11. ↑  Edward F. Anderson: Das große Kakteen-Lexikon. Eugen Ulmer KG, Stuttgart 2005 (übersetzt von Urs Eggli), S. 459. ISBN 3-8001-4573-1
12. 1 2 3 4 5  Atlantoxerus getulus In: Don E. Wilson, DeeAnn M. Reeder (Hrsg.): Mammal Species of the World. A taxonomic and geographic Reference. 2 Bände. 3. Auflage. Johns Hopkins University Press, Baltimore MD 2005, ISBN 0-8018-8221-4.
13. ↑  Carl von Linné: Systema naturae. 10. Auflage, 1758; Band 1, S. 64. (Digitalisat).
14. ↑  Charles Immanuel Forsyth Major: On some Miocene squirrels, with remarks on the dentition and classification of the Sciurinae. Proceedings of the Zoological Society of London, 1893; S. 179–216, Taxonomie auf S. 189. (Digitalisat).
15. ↑  Oldfield Thomas: The Generic Arrangement of the African Squirrels. Annals and Magazine of Natural History 3 Series 8, 1909; S. 467–475. (Digitalisat).
16. 1 2 3  J.M. Mercer, V.L. Roth VL: The effects of Cenozoic global change on squirrel phylogeny. Science 299 (5622), 2003; S. 1568–1572. doi:10.1126/science.1079705, (Volltext)
17. 1 2 3  Isaac Casanovas-Vilar, Jan van Dam: Conservatism and Adaptability during Squirrel Radiation: What Is Mandible Shape Telling Us? PLOS One, 4. April 2013. doi:10.1371/journal.pone.0061298
18. ↑  Scott J. Steppan, Brian L. Storz, Robert S. Hoffmann: Nuclear DNA phylogeny of the squirrels (Mammalia: Rodentia) and the evolution of arboreality from c-myc and RAG1. Molecular Phylogenetics and Evolution 30, 2004; S. 703–719. (Volltext (Memento des Originals vom 2. Februar 2016 im Internet Archive)  Info: Der Archivlink wurde automatisch eingesetzt und noch nicht geprüft. Bitte prüfe Original- und Archivlink gemäß Anleitung und entferne dann diesen Hinweis.)
19. ↑  M.D. Herron, J.M. Waterman, C.L. Parkinson: Phylogeny and historical biogeography of African ground squirrels: the role of climate change in the evolution of Xerus. Molecular Ecology 14, 2005; S. 2773–2788. doi:10.1111/j.1365-294X.2005.02630.x